# 833 Monica
833 Monica eller A916 SF är en asteroid i huvudbältet, som upptäcktes den 20 september 1916 av den tyske astronomen Max Wolf. Det är okänt vad eller vem asteroiden senare namngavs efter.
Den tillhör asteroidgruppen Eos.
Monicas senaste periheliepassage skedde den 1 juli 2021. Dess rotationstid har beräknats till 12,09 timmar